# Karl Emil von Donop

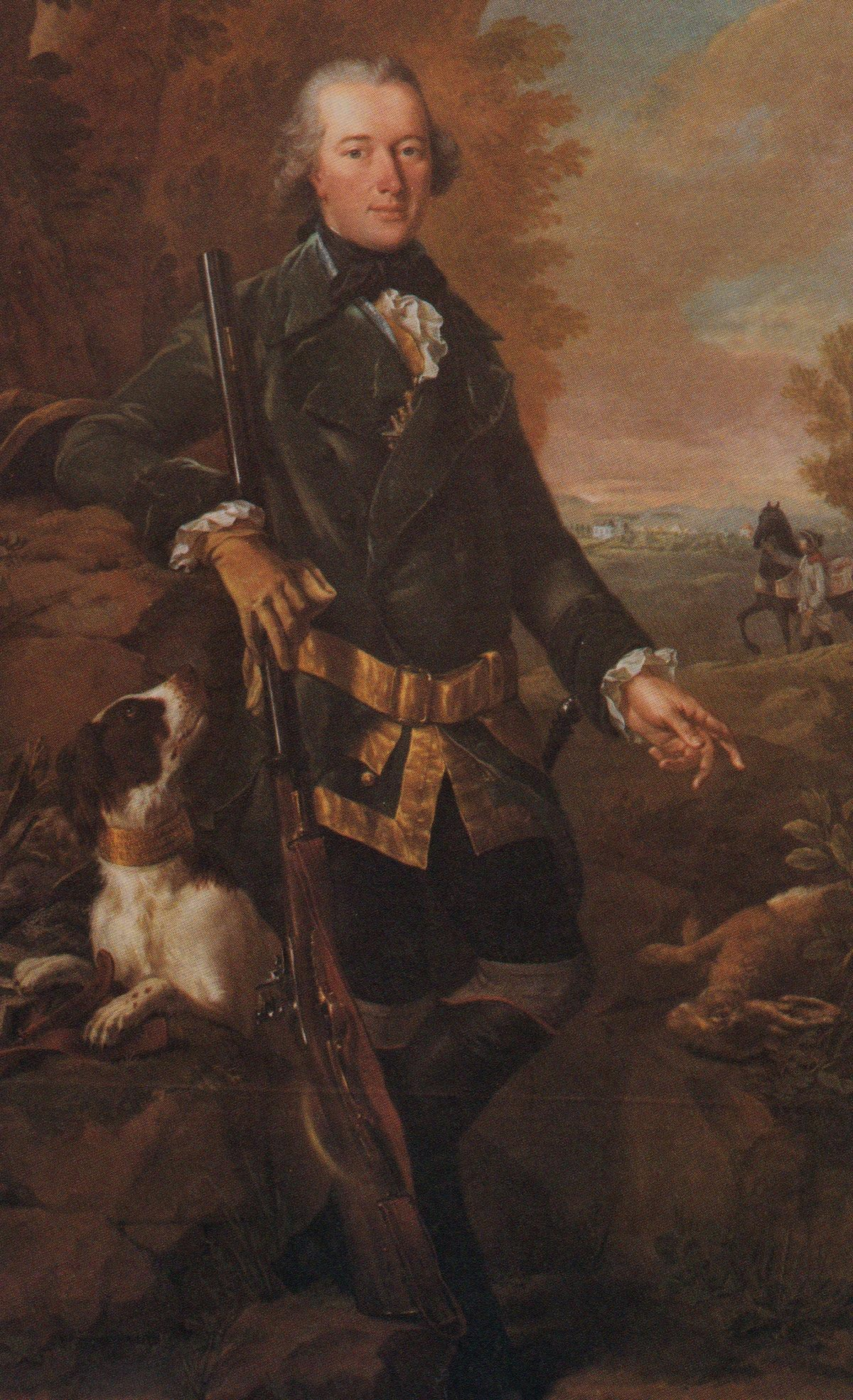
Karl Emil Ulrich von Donop

Karl Emil (Carl Aemil) Ulrich von Donop (* 1. Januar 1732; † 25. Oktober 1777 bei Fort Mercer, New Jersey, USA) war Oberst und Kommandeur mehrerer Regimenter hessen-kasselscher Truppen, die aufgrund von Subsidienverpflichtungen für Großbritanniens König Georg III. im Amerikanischen Unabhängigkeitskrieg kämpften.

## Herkunft und militärische Karriere
Karl Emil von Donop stammte aus einem angesehenen Adelsgeschlecht in Hessen-Kassel. Sein Vater war Friedrich Ulrich von Donop. Er hatte gute Beziehungen zu europäischen Adels- und Herrscherhäusern. Von Donop begann seine militärische Karriere als persönlicher Adjutant des Landgrafen Friedrich II. von Hessen-Kassel. Als der Amerikanische Unabhängigkeitskrieg begann, bat von Donop den Landgrafen, ihn als Befehlshaber für das angesehene Jäger-Corps einzusetzen, welches auf britischer Seite in Nordamerika kämpfen sollte. Als ambitionierter und ehrgeiziger Offizier erhoffte sich von Donop dadurch einen Karrieresprung. Bei seinen Vorgesetzten galt von Donop als zivilisierter, ehrfürchtiger und fähiger Kommandeur, bei seinen Untergebenen dagegen als barsch und unnachsichtig mit dem Hang zu drakonischen Prügelstrafen. Im Feld vertrat von Donop den Grundsatz „keine Gefangenen“, was dazu beigetragen hat, dass die amerikanischen Unabhängigkeitskämpfer die hessischen Soldaten fürchteten. Diese Furcht wurde auf amerikanischer Seite erst abgelegt, als sie die Hessen bei der Schlacht von Trenton besiegen konnten.

## Amerikanischer Unabhängigkeitskrieg
Donops Truppen landeten zusammen mit britischen Verbänden am 22. August 1776 in Long Island und waren an allen wichtigen Schlachten des folgenden britischen Feldzuges gegen die kontinentale Armee beteiligt. Donop zeichnete sich besonders bei der Schlacht von Harlem Heights mit der erfolgreichen Unterstützung der britischen Truppen aus. Im Herbst 1776 wurde ihm das Kommando über die Garnisonen in Trenton (New Jersey), Burlington und Bordentown übertragen, welche aus hessischen Regimentern und dem 42. Highland Regiment (geführt von Colonel Sterling) bestanden. In Trenton war das Regiment des Oberst Johann Rall stationiert, welches Donop in sein eigenes Regiment integrieren wollte, um die Kommandostruktur zu vereinfachen und das gefährdete Trenton zu stärken. Donops britischer Vorgesetzter, Sir William Howe, verwarf den Vorschlag und überließ Rall weiterhin das eigenständige Kommando über die hessische Garnison in Trenton. Zudem wurden Donops Warnungen über einen bevorstehenden Angriff der Kontinentalen auf Trenton zurückgewiesen. Als der Angriff auf Trenton schließlich erfolgte, hatte von Donop mit seinem Regiment bereits vier Tage zuvor Bordentown in Richtung Mount Holly verlassen und war mit der New Jersey Miliz in Kämpfe verwickelt. Von Donop war somit nicht mehr in der Lage, Rall in der Schlacht beizustehen.

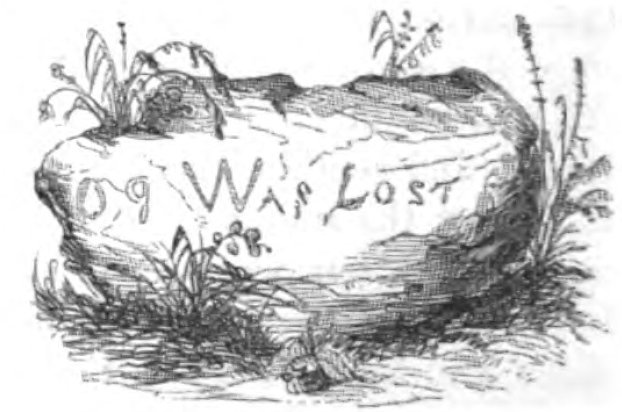
Grab von Karl Emil von Donop

Als William Howe 1777 mit seinen Truppen Philadelphia eingenommen hatte, konnte die britische Marine über den Fluss Delaware die ufernahen Forts angreifen. Nachdem die Royal Navy Fort Mifflin in Pennsylvania erfolgreich angegriffen hatte, meldete sich von Donop freiwillig für den hessischen Angriff auf Fort Mercer in Red Bank, New Jersey. Von Donop beabsichtigte, die durch die fahrlässig herbeigeführte Niederlage von Trenton verlorene Reputation der hessischen Truppen wiederherzustellen. General Howe stimmte zu und gab von Donop das Kommando über 2000 hessische Soldaten, mit welchen er am 22. Oktober über den Delaware nach Fort Mercer segelte. Am Nachmittag umstellten die hessischen Soldaten das Fort. Von Donop forderte den kommandierenden Colonel Christopher Greene zur Kapitulation auf und drohte der Besatzung, dass sie keine Gnade zu erwarten habe. Seinen eigenen Soldaten erklärte er: „Entweder heißt das Fort heute Abend Fort Donop, oder ich bin gefallen“. Die gut bewaffneten und verschanzten 400 Soldaten der Rhode Islanders wiesen von Donops Aufforderung zurück. Nach drei erfolglosen Attacken und schweren Verlusten zogen sich die hessischen Soldaten schließlich wieder zurück. Karl Emil von Donop wurde bei einem der Angriffe schwer verwundet und musste von seinen zurückweichenden Soldaten auf dem Schlachtfeld zurückgelassen werden. Er erlag drei Tage später in Whitall House, einem Farmhaus zwischen Fort Mercer und Woodbury Creek, seinen schweren Verletzungen. Eine seiner letzten Äußerungen war „Ich sterbe als Opfer meines Ehrgeizes“ – der hin und wieder in der älteren Literatur auffindbare Zusatz „und der Habsucht meines Monarchen“ wird lediglich nachträglicher Propaganda zuzuschreiben sein.